# بلدة فان بورن (مقاطعة شلبي)
بلدة فان بورن، مقاطعة شلبي (أوهايو) (بالإنجليزية: Van Buren Township, Shelby County, Ohio)‏ هي منطقة سكنية تقع في الولايات المتحدة في مقاطعة شلبي، أوهايو. يقدر عدد سكانها بـ 1,599 نسمة ومساحتها 96.0 كم2 وترتفع عن سطح البحر 298 متر.